# Szunani nemzetközi repülőtér
A Phenjani nemzetközi repülőtér (hangul: 평양국제비행장, Phjongjang kukcse bihengdzsang, handzsa: 平壤順安國際空港, RR: Pyeongyang gugjoe bihaengjang) (IATA: FNJ, ICAO: ZKPY), másik nevén a Szunani nemzetközi repülőtér, az észak-koreai főváros, Phenjan fő repülőtere, a városközponttól 24 km-re északra, Szunan városa mellett. 2024. júniusban csak az észak-koreai nemzeti fuvarozó, az Air Koryo indít járatokat a repülőtérről két országba, Kínába és Oroszországba. 2020. február és 2023. augusztus között a Covid19-pandémia miatt a nemzetközi járatokat felfüggesztették, belföldi járatok azonban tovább üzemeltek.

## Történet

### Korai évek
Phenjan első repülőtere a Tedong folyótól keletre létesült. A második világháború után azonban szükség volt egy új repülőtérre, ekkor építették a szunani repteret.
A Koreai háború idején az ENSZ-csapatok hét hétig megszállás alatt tartották a repteret 1950 végén. Ez idő alatt rengeteg ellátmányt szállítottak ide. 1953. május 13-án a repülőtér víz alá került, amikor az USA légiereje lebombázta a tokszani gátat. Miután két hónap múlva aláírták a fegyverszünetet, az észak-koreai kormány nekilátott a reptér helyreállításának és kibővítésének.

### Fejlesztések a 2000-es években
2000-ben az Aeroflot megszüntette előbb moszkvai, majd habarovszki járatát is. A Russian Sky Airlines a 2000-es évek közepén charterjáratokat üzemeltetett Phenjan és orosz célpontok között, főként Il-62M és Il-86 gépekkel. A China Southern Airlines menetrend szerinti charterjáratokat üzemeltetett Pekingbe, ám ezt 2006 októberében megszüntették. 2008 márciusától kezdve az Air China heti három alkalommal egy Boeing 737 típusú gépet közlekedtetett Peking és Phenjan közt, ám ezt érdeklődés hiányában 2017. november 22-én megszüntették. Az Air Koryo, a Korean Air és az Asiana Airlines működtetett járatokat Szöulba és Jangjangba, Dél-Korea keleti partvidékén. Ezeket a járatokat koreai családok használták, akik a Koreai-félsziget felosztásakor szakadtak el egymástól. Ezeket a járatokat a "Napfény Politika" leállítása után szüntették meg 2008-ban. 2018 júniusától kezdve az Air China járatot indított Phenjanba a Pekingi nemzetközi repülőtérről.

#### Modernizáció
2011-ben egy ideiglenes terminált építettek a meglévőtől délre. 2012-ben megkezdődött a régi épület bontása, melyet Kim Dzsongun ódivatúnak és túl kicsinek ítélt. 2012 júliusában utasítást adott egy új terminál építésére. Emellett egy új irányítótorony és egy VIP-terminál is létesült a főépülettől északra. A projekt a "gyorsaság kampány" része lett, amelyben több ezer munkás dolgozott a befejezésén. Az építkezés javarészt egyszerű szerszámokkal és kézzel zajlott.
Az egyre szorosabbra fűződő észak-koreai–orosz kapcsolatok közepette 2025. július 27-én az orosz Nordwind Airlines havi egyszeri menetrend szerinti járatot indított a moszkvai Seremetyjevói nemzetközi repülőtér és Phenjan között. A járatot Boeing 777-200ER géptípussal üzemeltetik. A két város között menetrend szerinti járatot utoljára az Aeroflot üzemeltetett 1992. novemberben.

#### 2017. szeptemberi rakétatesztek
Szeptember 15-én, helyi idő szerint 6:30-kor, Észak-Korea kilőtt egy Hvaszong-12 rakétát a reptérről. A rakéta 3700 km-t tett meg és 770 km-es magasságig jutott.

## Infrastruktúra
A phenjani reptéren két terminál üzemel. Az 1-es terminál a kisebb, ez a belföldi forgalmat kezeli és 2016 januárjában nyílt meg. A nagyobb méretű 2-es terminál a nemzetközi forgalmat kezeli, 2015. július 1-én nyílt meg. Az épület rendelkezik jet bridge-ekkel, illetve legalább 12 check-in kapuval. Található még itt vámmentes üzlet, kávézó, újságos és internetszoba is.
Szunan két kifutópályával rendelkezik. 2014-ben csak a nagyobb, északi (01/19) kifutópálya üzemelt, amit főként a nemzetközi járatok használnak, a kisebbet (17/35) elvileg a belföldiek, de ez 2014-ben építés alatt áll.

## Járatok
| Légitársaság      | Úticélok                                                             |
| ----------------- | -------------------------------------------------------------------- |
| Aeroflot          | Moszkva (Vlagyivosztokon át) (tervezett)                             |
| Air China         | Peking (felfüggesztve)                                               |
| Air Koryo         | Peking, Senjang, Vlagyivosztok Szezonális: Csengcsou, Jancsi, Harbin |
| Aurora            | Moszkva (Vlagyivosztokon át) (tervezett)                             |
| Nordwind Airlines | Moszkva                                                              |

## Fordítás
- Ez a szócikk részben vagy egészben  a   Sunan International Airport című angol Wikipédia-szócikk ezen változatának fordításán alapul.  Az eredeti cikk szerkesztőit annak laptörténete sorolja fel. Ez a jelzés csupán a megfogalmazás eredetét és a szerzői jogokat jelzi, nem szolgál a cikkben szereplő információk forrásmegjelöléseként.
- Ez a szócikk részben vagy egészben  a   Pyongyang International Airport című angol Wikipédia-szócikk ezen változatának fordításán alapul.  Az eredeti cikk szerkesztőit annak laptörténete sorolja fel. Ez a jelzés csupán a megfogalmazás eredetét és a szerzői jogokat jelzi, nem szolgál a cikkben szereplő információk forrásmegjelöléseként.